# アンドレア・サーラ
アンドレア・サーラ（Andrea Sala, 1978年12月27日 - ）は、イタリアの元男子バレーボール選手。ガッララーテ出身。ポジションはミドルブロッカー。元イタリア代表。

## 来歴
1997年にセリエB2・ロマニャーノ・セージアに入団し、B1・モルヴェーノを経て、2001年にセリエA・トレントへ移籍。同年9月30日のレギュラーシーズン・トレヴィーゾ戦でA1デビューを果たした。
クーネオ、ヴィボ・ヴァレンツィアでプレーしたのち、モンティキアーリ在籍中の2007年2月、2007年ワールドリーグのイタリア代表に初選出。同年欧州選手権にも出場した。
2009年に古巣のトレントへ移籍し、世界クラブ選手権で初優勝。2010年にはコッパ・イタリア初優勝、欧州チャンピオンズリーグ2連覇にそれぞれ貢献した。

## 人物
- イタリア代表のロレンツォ・サーラ（イタリア語版）は息子である[3]。

## 球歴
- ワールドリーグ - 2007年、2008年、2009年
- 欧州選手権 - 2007年（6位）

## 所属クラブ
- ロマニャーノ・セージア （1997-2000年）
- モルヴェーノ （2000-2001年）
- トレンティーノ・バレー （2001-2003年）
- ピエモンテ・バレー （2003-2004年）
- カッリポ・ヴィボ・ヴァレンツィア （2004-2005年）
- ガベカ・モンティキアーリ （2005-2009年）
- トレンティーノ・バレー （2009-2011年）
- モデナ・バレー（2011-2015年）
- モンツァ（2015-2016年）
- National Transports Villadoro Modena（2016-2019年）